# Huta Tonga Tonga
Huta Tonga Tonga is een bestuurslaag in het regentschap Sibolga van de provincie Noord-Sumatra, Indonesië. Huta Tonga Tonga telt 2677 inwoners (volkstelling 2010).